# Ion Nicolaescu
Ion Nicolaescu (Chisinau, 7 september 1998) is een Moldavisch voetballer die doorgaans speelt als centrumspits. Op 25 juni 2025 verruilde hij sc Heerenveen voor Maccabi Tel Aviv.

## Clubcarrière
Op 20 mei 2016 maakte Nicolaescu zijn professionele debuut voor Zimbru Chișinău in de Divizia Națională tegen Academia Chișinău, waarbij hij in de 65e minuut inviel.

### DAC 1904 Dunajská Streda
Nicolaescu sloot zich in september 2020 aan bij het Slowaakse DAC 1904 Dunajská Streda in de Fortuna Liga. Slechts twee dagen na zijn komst bij de club droeg hij met twee doelpunten bij aan een 5-3 overwinning op Jablonec, waardoor het Slowaakse team zich plaatste voor de derde ronde van de UEFA Europa League-kwalificatiefase.

### Beitar Jeruzalem
Nicolaescu scoorde 15 competitiedoelpunten en 3 doelpunten in de Israëlische beker in het seizoen 2022-23, waarmee hij Beitar Jerusalem hielp de Israëlische beker te winnen. Zijn 3 doelpunten in de bekerwedstrijden: 1 tegen FC Kafr Qasim op 11 december 2022, 1 tegen Hapoel Afula op 1 februari 2023, tijdens de 4-0 overwinning, en nog een doelpunt in de finale tegen Maccabi Netanja.

### Sc Heerenveen
Op 7 augustus 2023 maakte Nicolaescu de overstap naar de Nederlandse club sc Heerenveen, waar hij zijn handtekening zette onder een verbintenis voor de duur van drie jaar. Hij debuteerde op 12 augustus in de thuiswedstrijd tegen RKC Waalwijk. Nicolaescu scoorde de 1-0 in de 3-1 gewonnen wedstrijd.

### Maccabi Tel Aviv
Op 25 juni 2025 tekende Nicolaescu bij Maccabi Tel Aviv, de landskampioen van Israël.

## Interlandcarrière
Nicolaescu debuteerde voor Moldavië in een UEFA Nations League wedstrijd tegen Luxemburg op 8 september 2018.
| Interlandgoals van Ion Nicolaescu voor Moldavië | Interlandgoals van Ion Nicolaescu voor Moldavië | Interlandgoals van Ion Nicolaescu voor Moldavië | Interlandgoals van Ion Nicolaescu voor Moldavië | Interlandgoals van Ion Nicolaescu voor Moldavië | Interlandgoals van Ion Nicolaescu voor Moldavië |
| №                                               | Datum                                           | Wedstrijd                                       | Uitslag                                         | Competitie                                      | Goals                                           |
| ----------------------------------------------- | ----------------------------------------------- | ----------------------------------------------- | ----------------------------------------------- | ----------------------------------------------- | ----------------------------------------------- |
| 1                                               | 3 september 2020                                | Kosovo – Moldavië                               | 1 – 1                                           | UEFA Nations League 2020/21                     | 1                                               |
| 2                                               | 25 maart 2021                                   | Moldavië – Faeröer                              | 1 – 1                                           | WK-kwalificatie 2022                            | 1                                               |
| 3                                               | 12 oktober 2021                                 | Israël – Moldavië                               | 2 – 1                                           | WK-kwalificatie 2022                            | 1                                               |
| 4                                               | 15 november 2020                                | Oostenrijk – Moldavië                           | 4 – 1                                           | WK-kwalificatie 2022                            | 1                                               |
| 5                                               | 24 maart 2022                                   | Moldavië – Kazachstan                           | 1 – 2                                           | UEFA Nations League 2020/21                     | 1                                               |
| 6                                               | 3 juni 2022                                     | Liechtenstein – Moldavië                        | 0 – 2                                           | UEFA Nations League 2022/23                     | 1                                               |
| 7                                               | 10 juni 2022                                    | Moldavië – Letland                              | 2 – 4                                           | UEFA Nations League 2022/23                     | 1                                               |
| 8                                               | 14 juni 2022                                    | Moldavië – Andorra                              | 2 – 1                                           | UEFA Nations League 2022/23                     | 1                                               |
| 9                                               | 22 september 2022                               | Letland – Moldavië                              | 1 – 2                                           | UEFA Nations League 2022/23                     | 1                                               |
| 10                                              | 24 maart 2023                                   | Moldavië – Faeröer                              | 1 – 1                                           | EK 2024 kwalificatie                            | 1                                               |
| 11 12                                           | 20 juni 2023                                    | Moldavië – Polen                                | 3 – 2                                           | EK 2024 kwalificatie                            | 2                                               |
| 13                                              | 12 oktober 2023                                 | Zweden – Moldavië                               | 3 – 1                                           | Vriendschappelijk                               | 1                                               |
| 14                                              | 15 oktober 2023                                 | Polen – Moldavië                                | 1 – 1                                           | EK 2024 kwalificatie                            | 1                                               |
| 15                                              | 26 maart 2024                                   | Kaaimaneilanden – Moldavië                      | 0 – 4                                           | Vriendschappelijk                               | 1                                               |
| 16                                              | 7 september 2024                                | Moldavië – Malta                                | 2 – 0                                           | UEFA Nations League 2024/25                     | 1                                               |
| 17                                              | 25 maart 2025                                   | Moldavië – Estland                              | 2 – 3                                           | WK 2026 kwalificatie                            | 1                                               |

### Statistieken
| Seizoen                   | Club                     | Land           | Competitie        | Competitie | Competitie | Beker | Beker | Overig | Overig | Totaal | Totaal |
| Seizoen                   | Club                     | Land           | Competitie        | Wed.       | Dlp.       | Wed.  | Dlp.  | Wed.   | Dlp.   | Wed.   | Dlp.   |
| ------------------------- | ------------------------ | -------------- | ----------------- | ---------- | ---------- | ----- | ----- | ------ | ------ | ------ | ------ |
| 2016/17                   | FC Zimbru Chisinau       | Moldavië       | Divizia Națională | 9          | 0          | –     | –     |        |        | 9      | 0      |
| 2017/18                   | FC Zimbru Chisinau       | Moldavië       | Divizia Națională | 11         | 5          | –     | –     |        |        | 11     | 5      |
| 2018                      | FK Sjachtsjor Salihorsk  | BLR            | Vysjejsjaja Liha  | 8          | 0          | 2     | 0     |        |        | 10     | 0      |
| 2019                      | FK Sjachtsjor Salihorsk  | BLR            | Vysjejsjaja Liha  | 5          | 0          | 0     | 0     |        |        | 5      | 0      |
| 2020                      | → FK Vitebsk             | BLR            | Vysjejsjaja Liha  | 18         | 9          | 0     | 0     |        |        | 18     | 9      |
| 2020/21                   | DAC 1904 Dunajská Streda | SVK            | Fortuna Liga      | 22         | 4          | 3     | 1     |        |        | 25     | 5      |
| 2021/22                   | DAC 1904 Dunajská Streda | SVK            | Fortuna Liga      | 8          | 0          | 2     | 1     |        |        | 10     | 1      |
| 2021/22                   | → Maccabi Petach Tikwa   | ISR            | Ligat Ha'Al       | 15         | 5          | 3     | 0     |        |        | 18     | 5      |
| 2022/23                   | DAC 1904 Dunajská Streda | SVK            | Fortuna Liga      | 9          | 1          | 1     | 0     |        |        | 10     | 1      |
| 2022/23                   | Beitar Jeruzalem         | ISR            | Ligat Ha'Al       | 27         | 15         | 5     | 3     |        |        | 32     | 18     |
| 2023/24                   | Beitar Jeruzalem         | ISR            | Ligat Ha'Al       | 1          | 0          | 0     | 0     |        |        | 1      | 0      |
| 2023/24                   | sc Heerenveen            | Nederland      | Eredivisie        | 19         | 5          | 1     | 0     |        |        | 20     | 5      |
| 2024/25                   | sc Heerenveen            | Nederland      | Eredivisie        | 25         | 8          | 3     | 3     | 1      | 1      | 29     | 12     |
| Carrièretotaal            | Carrièretotaal           | Carrièretotaal | Carrièretotaal    | 177        | 52         | 20    | 8     | 1      | 1      | 198    | 61     |
| Bijgewerkt op 1 juli 2025 |                          |                |                   |            |            |       |       |        |        |        |        |